# Kho Wang (huyện)
Kho Wang (tiếng Thái: ค้อวัง) là một huyện của tỉnh Yasothon ở đông bắc Thái Lan.

## Lịch sử
Ngày 2 tháng 6 năm 1975, Kho Wang tách khỏi huyện Maha Chanachai, và chính thức lên huyện ngày 26 tháng 3 năm 1979.

## Địa lý
Các huyện giáp ranh (từ phía bắc theo chiều kim đồng hồ) là: Maha Chana Chai của tỉnh Yasothon, Khueang Nai của tỉnh Ubon Ratchathani, Yang Chum Noi, Rasi Salai của tỉnh Sisaket.

## Hành chính
Huyện này được chia thành 4 phó huyện (tambon), tổng cộng có 45 làng (muban).
| 1. Fa Huan (ฟ้าห่วน) 2. Kut Nam Sai (กุดน้ำใส) 3. Nam Om (น้ำอ้อม) 4. Kho Wang (ค้อวัง) |